# 師曠尾花介
師曠尾花介（学名：Cytherura shiehkuani）为尾花介科尾花介屬下的一个种。